# Tiefensee (Saksen)
Tiefensee is een plaats in de Duitse gemeente Bad Düben, deelstaat Saksen, en telt 300 inwoners.

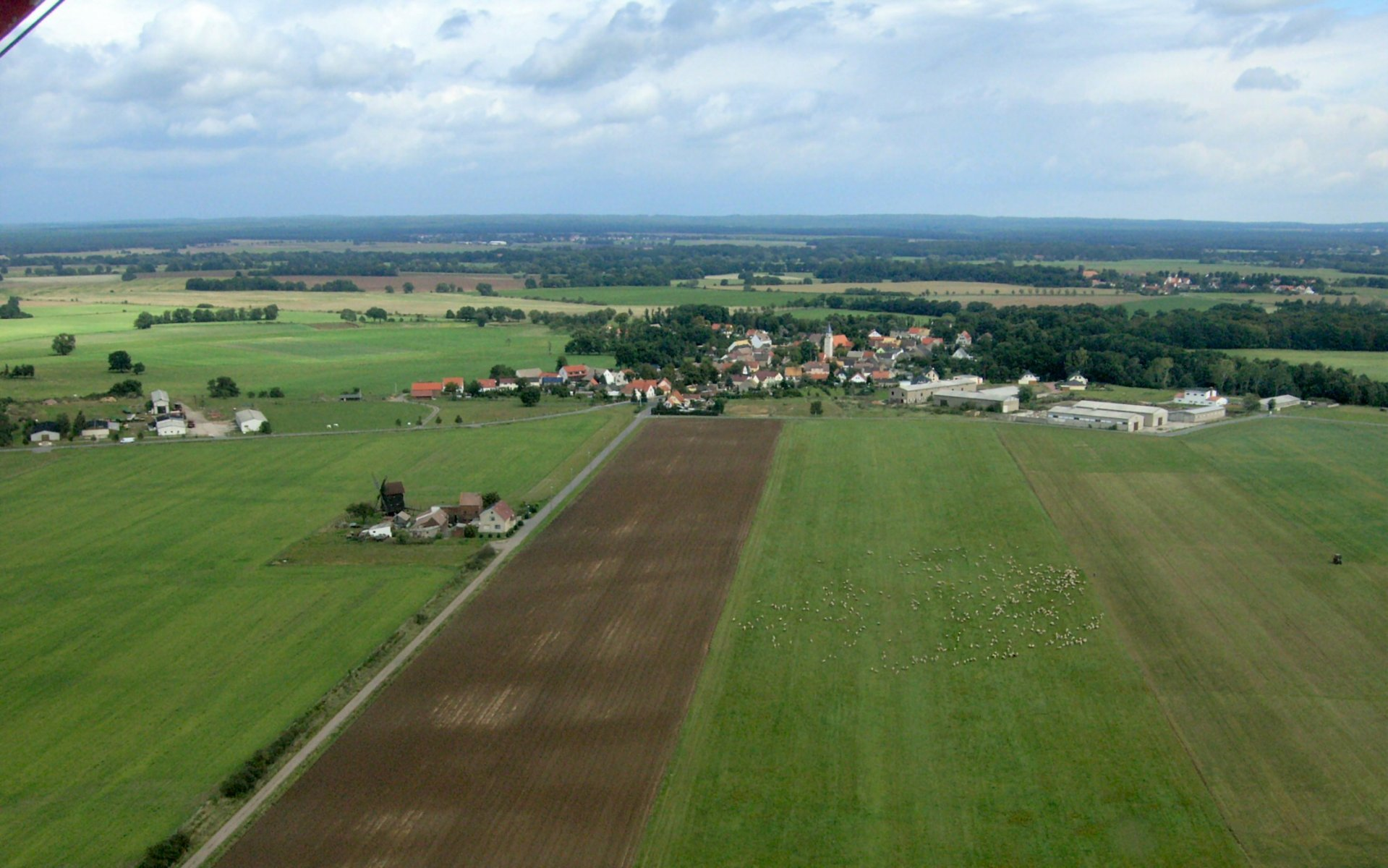
Tiefensee
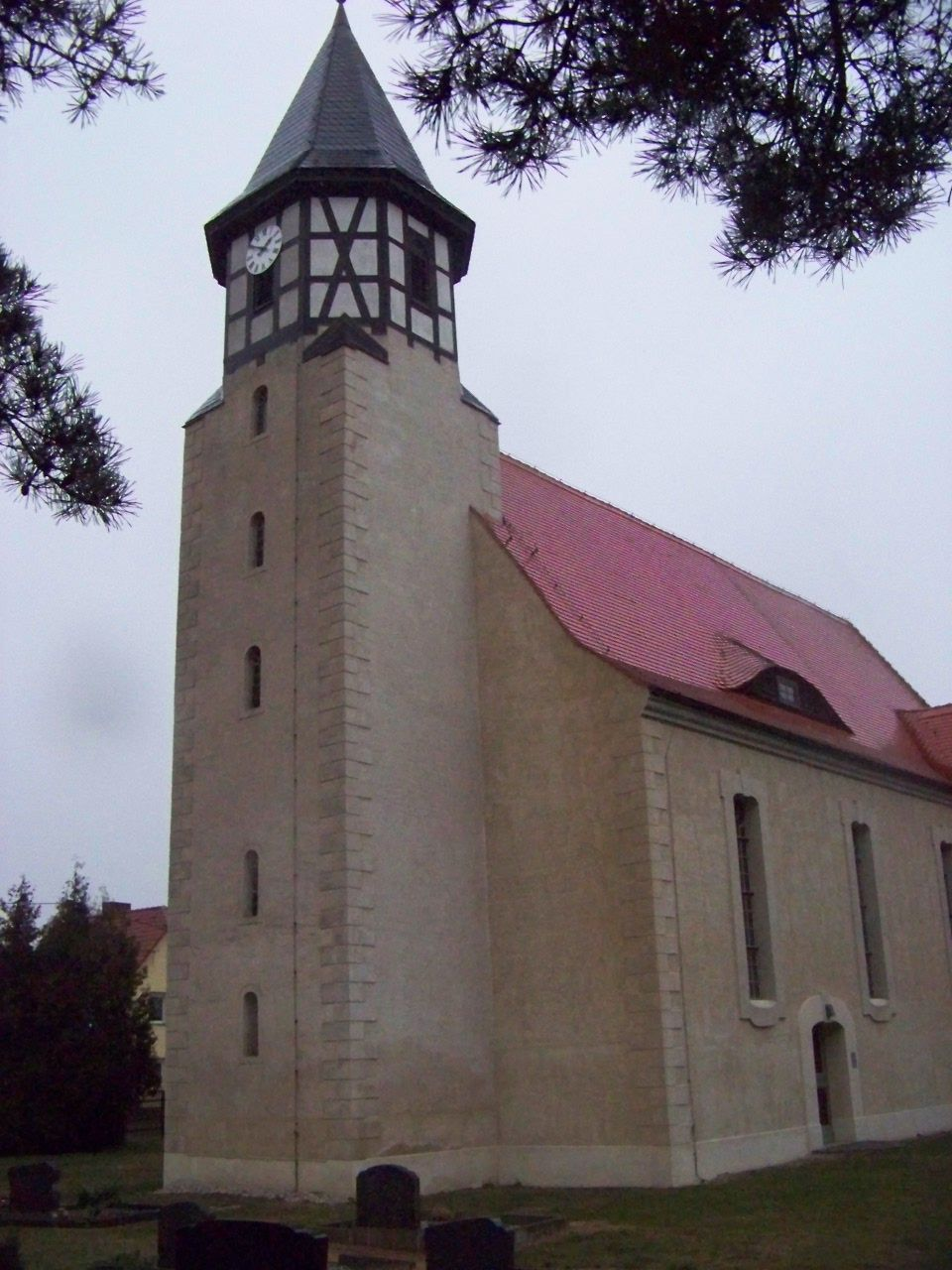
Kerk van Tiefensee